# Brent Fedyk
Brent Fedyk (ur. 3 marca 1967 w Yorkton w Kanadzie) – kanadyjski były zawodowy hokeista na lodzie.

## Kariera zawodnicza
W latach 1987–1996 oraz 1998–1999 występował w lidze NHL na pozycji prawoskrzydłowego. Wybrany z numerem (8) w pierwszej rundzie draftu NHL w 1985 roku przez Detroit Red Wings. Grał w drużynach: Detroit Red Wings, Philadelphia Flyers, Dallas Stars oraz New York Rangers.
W sezonach zasadniczych NHL rozegrał łącznie 470 spotkań, w których strzelił 97 bramek oraz zaliczył 112 asyst. W klasyfikacji kanadyjskiej zdobył więc razem 209 punktów. 308 minut spędził na ławce kar. W play-offach NHL brał udział 3-krotnie. Rozegrał w nich łącznie 16 spotkań, w których strzelił 3 bramki oraz zaliczył 2 asysty, co w klasyfikacji kanadyjskiej daje razem – 5 punktów. 12 minut spędził na ławce kar.